# أولغا ألكسندروفا
أولغا ألكسندروفا (بالأوكرانية: Ольга Александрова)‏ هي لاعبة شطرنج إسبانية وأوكرانية، ولدت في 28 يناير 1978 في خاركيف في أوكرانيا.

## وصلات خارجية
- أولغا ألكسندروفا على موقع الاتحاد الدولي للشطرنج (الإنجليزية)
- أولغا ألكسندروفا على موقع مباريات الشطرنج (الإنجليزية)
- أولغا ألكسندروفا على موقع 365Chess.com (الإنجليزية)
- أولغا ألكسندروفا على موقع Chesstempo.com (الإنجليزية)
- أولغا ألكسندروفا سجل أولمبياد الشطرنج للسيدات على موقع OlimpBase.org (الإنجليزية)